# Carlos Mercenario
Carlos Emiliano Mercenario Carbajal (ur. 23 maja 1967 w mieście Meksyk) – meksykański lekkoatleta, chodziarz, medalista olimpijski z 1992 oraz olimpijczyk z 1988 roku.
Na przełomie lat 80. i 90. czołowy chodziarz świata, osiągnął wiele wartościowych rezultatów:
- złoty medal Igrzysk Panamerykańskich (chód na 20 km Indianapolis 1987)
- 1. miejsce w pucharze świata (chód na 20 km Nowy Jork 1987)
- złoty medal Igrzysk Panamerykańskich (chód na 20 km Hawana 1991)
- 1. miejsce w pucharze świata (chód na 20 km San Jose (Kalifornia) 1991)
- srebrny medal igrzysk olimpijskich (chód na 50 km Barcelona 1992)
- 1. miejsce podczas pucharu świata (chód na 50 km Monterrey 1993)
- złoty medal Igrzysk Panamerykańskich (chód na 50 km Mar del Plata 1995)

## Rekordy życiowe
- Chód na 20 km – 1:19:24 (1987) Były Rekord Świata
- Chód na 50 km – 3:42:03 (1991)